# 赵铁使
赵铁使（1127年—12世纪？），北宋宗室。 
赵铁使是宋朝第八代皇帝宋徽宗赵佶的最小的儿子，是在1127年靖康之变北迁到五国城（今黑龙江省依兰县）出生的，他的母亲是閻婉容。他之后的事迹不详，最晚活到完颜亮屠杀宋朝宗室之前。